# Mistrzostwa Panamerykańskie w Judo 2014
39. Mistrzostwa panamerykańskie w judo odbywały się w dniach 24–26 kwietnia 2014 roku w Guayaquil. W tabeli medalowej tryumfowali judocy z Brazylii.

## Klasyfikacja medalowa
| Miejsce | Państwo           |    |    |    | Razem |
| ------- | ----------------- | -- | -- | -- | ----- |
| 1       | Brazylia          | 7  | 4  | 5  | 16    |
| 2       | Kuba              | 7  | 4  | 4  | 15    |
| 3       | Stany Zjednoczone | 1  | 0  | 4  | 5     |
| 4       | Kolumbia          | 1  | 0  | 0  | 1     |
| 5       | Kanada            | 0  | 3  | 2  | 5     |
| 6       | Ekwador           | 0  | 1  | 6  | 7     |
| 7       | Meksyk            | 0  | 1  | 4  | 5     |
| 8       | Dominikana        | 0  | 1  | 2  | 3     |
| 8       | Wenezuela         | 0  | 1  | 2  | 3     |
| 10      | Peru              | 0  | 1  | 0  | 1     |
| 11      | Argentyna         | 0  | 0  | 2  | 2     |
| 12      | Portoryko         | 0  | 0  | 1  | 1     |
| Razem   | Razem             | 16 | 16 | 32 | 64    |

## Medaliści

### Mężczyźni
| Konkurencja: | Złoto:          | Srebro:                | Brąz:                                     |
| −55 kg       | Yandry Torres   | Jesús Agüero           | Armando Maita Cristian Toala              |
| −60 kg       | Felipe Kitadai  | Nabor Castillo         | Javier Peña Lenin Preciado                |
| −66 kg       | Charles Chibana | Alonso Wong            | Wander Mateo Gilberto Solar               |
| −73 kg       | Alex Pombo      | Magdiel Estrada        | Fernando Ibáñez Nicholas Delpopolo        |
| −81 kg       | Victor Penalber | Antoine Valois-Fortier | Iván Silva Travis Stevens                 |
| −90 kg       | Tiago Camilo    | Andy Granda            | Cristian Gomera Jacob Larsen              |
| −100 kg      | José Armenteros | Luciano Corrêa         | Rafael Buzacarini Dilyaver Sheykhislyamov |
| ponad 100 kg | Rafael Silva    | Óscar Brayson          | Pedro Pineda David Moura                  |

### Kobiety
| Konkurencja: | Złoto:              | Srebro:               | Brąz:                                    |
| −44 kg       | Dayaris Mestre      | Estefanía Soriano     | Sandra Ivonne Sánchez Mónica Heredia     |
| −48 kg       | María Celia Laborde | Sarah Menezes         | Paula Pareto Edna Carrillo               |
| −52 kg       | Érika Miranda       | Yanet Bermoy          | Oritia González Mónica Hernández         |
| −57 kg       | Marti Malloy        | Rafaela Silva         | Aliuska Ojeda Ketleyn Quadros            |
| −63 kg       | Maricet Espinosa    | Estefanía García      | Leilani Akiyama Andrea Gutiérrez         |
| −70 kg       | Yuri Alvear         | Kelita Zupancic       | Vanessa Chalá María Pérez                |
| −78 kg       | Yalennis Castillo   | Catherine Roberge     | Samanta Soares Ana Laura Portuondo-Isasi |
| ponad 78 kg  | Idalys Ortíz        | Maria Suelen Altheman | Rochele Nunes Marlín Viveros             |